# Two Lovers
Pour les articles homonymes, voir Lovers.
Pour plus de détails, voir Fiche technique et Distribution.
Two Lovers est un mélodrame américain réalisé par James Gray, sorti en 2008, inspiré du roman de Fiodor Dostoïevski Les Nuits blanches.  
La première du film eut lieu en mai 2008 au Festival de Cannes où il était présenté en compétition officielle. 
Il a bénéficié d'un immense succès critique en France, au point de se retrouver dans les « Tops » de fin d'année de la revue Cahiers du cinéma, des sites internet Chronic'art, Critikat,  aVoir-aLire. Il a été placé 14e sur la liste établie par Les Inrockuptibles des 100 films les plus importants de la décennie 2000-2010.
New York, quartier de Brighton Beach dans Brooklyn. Leonard se voit présenter par ses parents Sandra, fille du futur associé de son père. L'union des deux jeunes gens semble toute tracée. Mais quand il rencontre une nouvelle voisine, Michelle, qui fait vite de lui le confident de sa relation avec un homme marié, Leonard tombe profondément amoureux d'elle. Il hésite alors entre Sandra et Michelle, entre la brune et la blonde, entre celle qui incarne la raison et l'autre la passion…

## Synopsis
Leonard Kraditor, trentenaire bipolaire hypersensible et fils unique, est retourné vivre chez ses parents après sa rupture avec sa fiancée, rupture elle-même due au fait que les deux jeunes gens, issus de la communauté ashkénase orthodoxe de New York, avaient une trop forte probabilité de transmettre la maladie de Tay-Sachs à leur descendance. Depuis, en plein désarroi, il tente régulièrement de mettre fin à ses jours, au désespoir de ses parents qui espèrent qu'il guérira de sa déprime et trouvera enfin une fiancée.
Un jour, il tente une fois de plus de se suicider en se jetant dans l'eau du haut d'un pont avant de finalement se raviser et de remonter à la surface, crier à l'aide et être secouru. De retour chez ses parents, sa mère Ruth, le voyant trempé devine ce qui vient de se passer, mais ne dit rien là-dessus. Ses parents lui apprennent qu'un éventuel associé et sa famille sont invités à dîner ce soir-là et lui demandent d'être présent, ce qui l'oblige à faire un effort et à se changer pour être présentable. Ce dîner a en fait été arrangé par ses parents et leurs invités pour qu'il rencontre leur fille, Sandra Cohen, qui travaille chez Pfizer, un laboratoire pharmaceutique que Leonard, habitué aux anti-dépresseurs, dit ironiquement bien connaître. Toutefois, il se noue un authentique contact entre les deux jeunes gens. Sandra exprime un véritable intérêt pour les œuvres de Leonard, passionné par la photo, et n'est pas sans remarquer la photo de l'ancienne fiancée de Leonard au-dessus de la tête du lit, que celui-ci retourne en quittant la pièce, marquant ainsi sa volonté de tourner la page.
Le lendemain, Leonard rencontre sa nouvelle voisine, Michelle Rausch, qui est en plein emménagement. Il est immédiatement subjugué par cette femme pétulante, ignorant son passé d'addiction à la drogue. Il l'invite brièvement chez lui, où elle croise ses parents plutôt méfiants car flairant dans cette jolie fille, une personne beaucoup trop exubérante à leurs goûts, ne faisant pas partie de leur communauté et pouvant contrarier leur plan pour caser leur fils.
Michelle apprend à Leonard qu'elle a une relation avec un homme marié travaillant dans son cabinet d'avocats, Ronald Blatt. C'est lui qui loue et donc paye l'appartement de Michelle, qui est ainsi en fait une garçonnière. Ils découvrent que leurs appartements respectifs sont en vis-à-vis, ce qui est propice à la conversation, à s'observer et à la confidence. À la demande de la jeune femme, qui souhaite avoir son avis sur la sincérité de l'engagement de Ronald à son égard, Leonard accepte de dîner avec eux dans un restaurant.
Leonard est arrivé en avance et en premier dans le chic restaurant convenu situé en plein Manhattan ; il attend donc seul que Michelle et Ronald arrivent. Il est mal à l'aise dans cet univers chic et guindé dont il n'est pas coutumier. Le couple finit par arriver, en retard. Ronald, quinquagénaire distingué et décontracté (il ne porte pas de cravate alors que Michelle avait auparavant recommandé à Leonard d'en porter une), le domine par sa classe et sa bienveillance. Pour se donner une contenance et peut-être aussi pour que Ronald ne voie pas en lui un rival potentiel, Leonard s'invente une petite amie, ce qui surprend Michelle qui, pour masquer son trouble, quitte la table sous prétexte d'aller se remaquiller. Ronald profite de cet aparté, dont il ne perçoit pas la cause, pour demander à Leonard un service : surveiller Michelle et l'informer si elle retombait dans la drogue. Après dîner, le couple le quitte pour aller à l'opéra. Protecteur jusqu'au bout, Ronald demande à son chauffeur de reconduire Leonard chez lui dans sa belle limousine.
Une fois chez lui, amer et ulcéré, Leonard rumine en écoutant un air d'opéra, s’imaginant ainsi que c'est lui qui accompagne Michelle à l'opéra. Soudain, on sonne à sa porte. De manière inattendue, c'est Sandra qui se présente. Elle affirme que c'est la mère de Leonard qui lui a transmis le souhait de ce dernier pour qu'elle vienne. Leonard et Sandra comprennent vite qu'il s'agit d'une ruse de la mère de Leonard pour qu'ils se rencontrent. Elle lui confie qu'il n'est pas obligé de se mettre en couple avec elle, au cas où il ne serait pas intéressé par elle. Cependant Leonard lui répond qu'elle lui plaît, puis ils s'embrassent et finissent par faire l'amour. Une relation commence ainsi à se nouer entre eux.
Le lendemain matin, Michelle contacte Leonard et lui demande ce qu'il a pensé de Ronald. Leonard lui répond qu'il n'arrivera pas à quitter sa famille tout en réitérant, de façon cachée, son attirance pour elle mais Michelle n'est pas réceptive car elle voit Leonard comme un ami, un simple confident. Ulcéré, Leonard s'en va.
Quelques jours plus tard, Leonard photographie la Bar-mitzvah du petit frère de Sandra lorsque Michelle le contacte en urgence et lui dit qu'elle ne se sent vraiment pas bien. Il quitte la fête, se précipite chez elle puis l'emmène à l'hôpital, où il apprend qu'elle a subi une fausse couche. Elle ne savait pas être enceinte. Michelle enrage que Ronald n'ait pas répondu à ses appels. Leonard la ramène chez elle. Là, Ronald arrive également et entre dans la chambre, tandis que Leonard a juste le temps de se dissimuler derrière la porte de la chambre. Ronald se confond en excuses auprès de Michelle pour ne pas être venu à sa rescousse, mais celle-ci lui demande froidement de partir. Après son départ, elle prie Leonard de lui écrire quelque chose sur son avant-bras avec son doigt pour l'aider à s'endormir. Leonard écrit « Je t'aime ».
Deux semaines plus tard, Michelle retrouve Leonard sur le toit de leur immeuble, et lui annonce qu'elle a rompu avec Ronald. Comme le loyer de son appartement new-yorkais était réglé par son amant, elle va donc devoir retourner à San Francisco, où une amie pourra l'héberger. Leonard lui déclare alors son amour, la supplie de le laisser l'accompagner à San Francisco et lui dit qu'il se charge d'acheter les billets d'avion.
Le soir du Nouvel An, Leonard achète une bague de fiançailles pour Michelle, puis se rend chez Michael Cohen, son futur beau-père, qui l'a convoqué. Ce dernier, sentant Léonard un peu flottant, le secoue en lui intimant de ne pas tout gâcher, tout en lui rappelant que ce mariage avec sa fille Sandra débouchera sur un partenariat florissant pour les deux familles. À la fin de leur entretien, il aperçoit l'écrin de la bague de fiançailles que Léonard vient d'acheter pour Michelle et, rasséréné, pense que Léonard va tout prochainement demander sa fille en mariage.
Lors de la fête du Nouvel An organisée chez ses parents, Leonard se prépare à s'éclipser, évitant ainsi une confrontation pénible avec Sandra et sa famille, invités à la fête. Mais sa mère le surprend et lui demande la raison d'un tel départ inopiné. Leonard lui répond qu'il sait ce qu'il fait et qu'il est enfin heureux. Soucieuse avant tout du bonheur de son fils, elle lui donne son absolution et lui dit qu'elle se chargera d'expliquer son attitude.
Puis, Leonard descend dans la cour retrouver Michelle. Mais celle-ci arrive en retard et en pleurs, et lui déclare qu'elle ne part plus car Ronald, ayant appris qu'elle allait le quitter, s'est enfin décidé à tout avouer à sa femme, à se séparer de cette dernière pour refaire sa vie avec elle.
Brisé, Leonard rompt alors définitivement avec Michelle et lui intime l’ordre de partir. Puis, désespéré, sur une plage, il jette la bague de fiançailles qu'il comptait lui offrir et se dirige vers les vagues, avec une fois encore l'intention d'en finir avec la vie. Mais, lorsqu'il laisse fortuitement tomber dans l'eau un des gants que Sandra lui avait offerts précédemment, il a alors la révélation qu'il a trouvé en elle une femme qui l’aime sincèrement et avec laquelle il pourra enfin construire une vie heureuse. Il ramasse le gant, et retrouve sur le sable l'écrin contenant la bague qu'il venait juste de lancer. Il retourne à la fête chez ses parents, où il offre à Sandra la bague destinée initialement à Michelle. Puis, en larmes, il embrasse Sandra sans que celle-ci, étonnée par ce soudain émoi, comprenne bien le sens de ses larmes.

## Fiche technique
- Titre : Two Lovers
- Réalisation : James Gray
- Scénario : James Gray et Ric Menello
- Musique : Wojciech Kilar
- Photographie : Joaquín Baca-Asay
- Montage : John Axelrad
- Production : Donna Gigliotti, James Gray, Anthony Katagas
- Pays d'origine :  États-Unis
- Format : Couleurs - 2,35:1 - Dolby Digital - 35 mm
- Genre : Drame
- Langue : anglais
- Durée : 110 minutes
- Dates de sortie cinéma :
  -  France : 19 mai 2008 (festival de Cannes), 19 novembre 2008 (sortie nationale)
  -  États-Unis : 16 octobre 2008 (festival international du film d'Hamptons), 13 février 2009 (sortie nationale, limitée)
  -  Belgique : 24 décembre 2008 (sortie nationale)
  -  Québec : 3 avril 2009 (sortie à Montréal)
- Dates de sortie DVD :
  -  France : 26 mai 2009
  -  États-Unis : 30 juin 2009

## Distribution
- Joaquin Phoenix (VF : Boris Rehlinger) : Leonard Kraditor
- Gwyneth Paltrow (VF : Barbara Kelsch) : Michelle Rausch
- Vinessa Shaw (VF : Aurélie Mériel) : Sandra Cohen
- Isabella Rossellini (VF : Céline Duhamel) : Ruth Kraditor
- Moni Moshonov (VF : Jean Lescot) : Reuben Kraditor
- Elias Koteas (VF : Pierre-François Pistorio) : Ronald Blatte
- Bob Ari : Michael Cohen
- Julie Budd : Carol Cohen
- Iain J. Bopp : David Cohen
- Anne Joyce : l'ex fiancée de Leonard
- David Cale (VF : Jean-Philippe Puymartin) : le vendeur de bijoux

## Musique
- Lujon d'Henry Mancini.

## Distinctions
Sélection
- Festival de Cannes 2008 : sélection officielle

### Récompenses
- Meilleur film de l’année en 2009 pour New York Film Critics Online
- Meilleur film indépendant de l’année en 2009 pour National Board of Review
- 5e place dans le « Top ten 2008 » des journalistes des Cahiers du cinéma[5].
- Meilleur acteur étranger pour Joaquin Phoenix en 2011 au Sant Jordi Award
- 14e place dans le « Top 100 des meilleurs films de la décennie 2000-2010 » par le magazine Les Inrockuptibles

### Nominations
- Festival de Cannes 2008 : en compétition pour la Palme d'or
- Césars 2009 : Meilleur film étranger
- Village Voice Film Poll 2009 :
  - Meilleur acteur pour Joaquin Phoenix (4e place)
  - Meilleur film (9e place)
  - Meilleure actrice dans un second rôle pour Gwyneth Paltrow (6e place)
  - Meilleure actrice dans un second rôle pour Vinessa Shaw (9e place)
- Film Independent's Spirit Awards 2010 : 
  - Meilleure réalisation pour James Gray
  - Meilleure actrice pour Gwyneth Paltrow
- Online Film Critics Society 2010 : Meilleur acteur pour Joaquin Phoenix

## Autour du film
- James Gray, dont la famille est d'origine russe, s'est librement inspiré de Les Nuits blanches de Dostoïevski pour réaliser ce film. Enfin la scène finale est inspirée par l'épilogue de l'Éducation sentimentale de Gustave Flaubert.